# Pulsoreactor

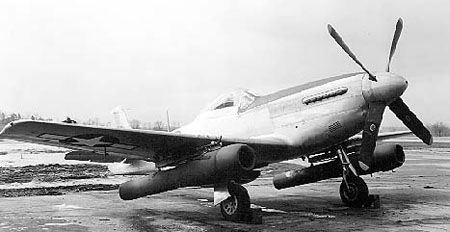
Mustang P-51D equipat amb pulsoreactors Argus construïts per la NACA (predecessora de la NASA).

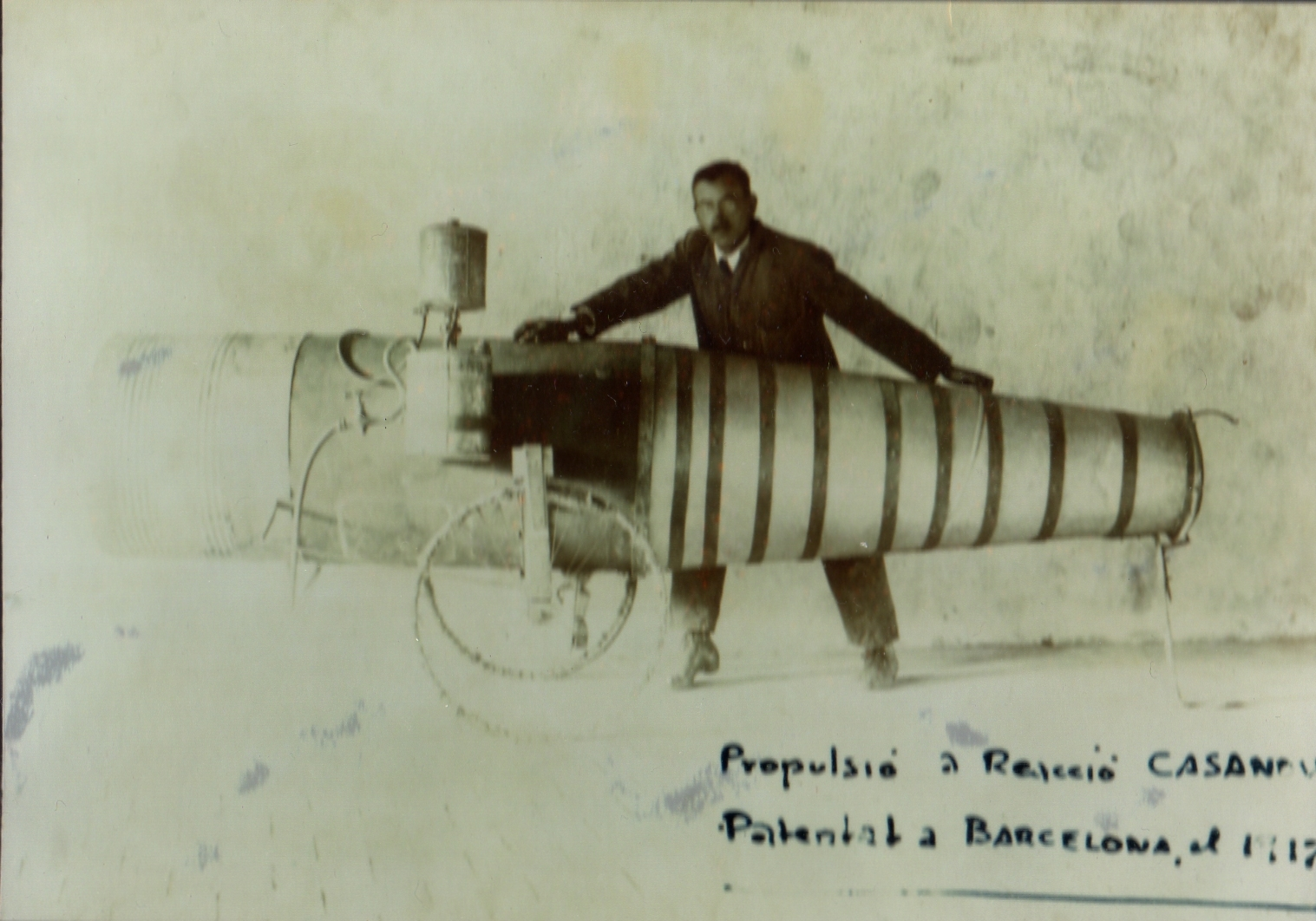
Pulsoreactor de Ramon Casanova. Patentat i construït el 1917.

Un pulsoreactor és un motor atmosfèric de propulsió per reacció, en funcionament intermitent. Es va fabricar a Alemanya i va ser creat per Paul Schmidt als voltants del 1920. Té antecedents a les patents de Viktor Karavodine (FR374124, 1906), Georges Marconnet (FR412478, 1910) i a la del català Ramon Casanova enginyer de Campdevànol, Catalunya (ES065394, 1917). Va ser el primer reactor de la història fabricat en sèrie per a fins bèl·lics. El model Argus I dissenyat per propulsar la bomba volant V-1, el motor Argus I tenia una embranzida màxima d'uns 400 kg i una autonomia d'uns 35 minuts, depenent de la vida útil del sistema de vàlvules emprades en l'admissió. Després, a causa del desgast per les tremendes pressions que manejaven, les làmines d'admissió de les vàlvules es fan malbé i això paralitza el reactor.
N'hi ha dues classes: un model amb vàlvules i un sense vàlvules. L'Argus I és un exemple clar de pulsoreactor amb vàlvules. Es va fabricar també als Estats Units, Republic-Ford JB-2, ia la Unió Soviètica, i es van fer canvis, tipus Argus 109-014 i 109-044, amb més empenta i menys consum.

## Reactors de vàlvules
Té una estructura en tres parts:
1. Sistema de vàlvules[6]
2. Càmera de combustió
3. Tub de sortida de gasos,

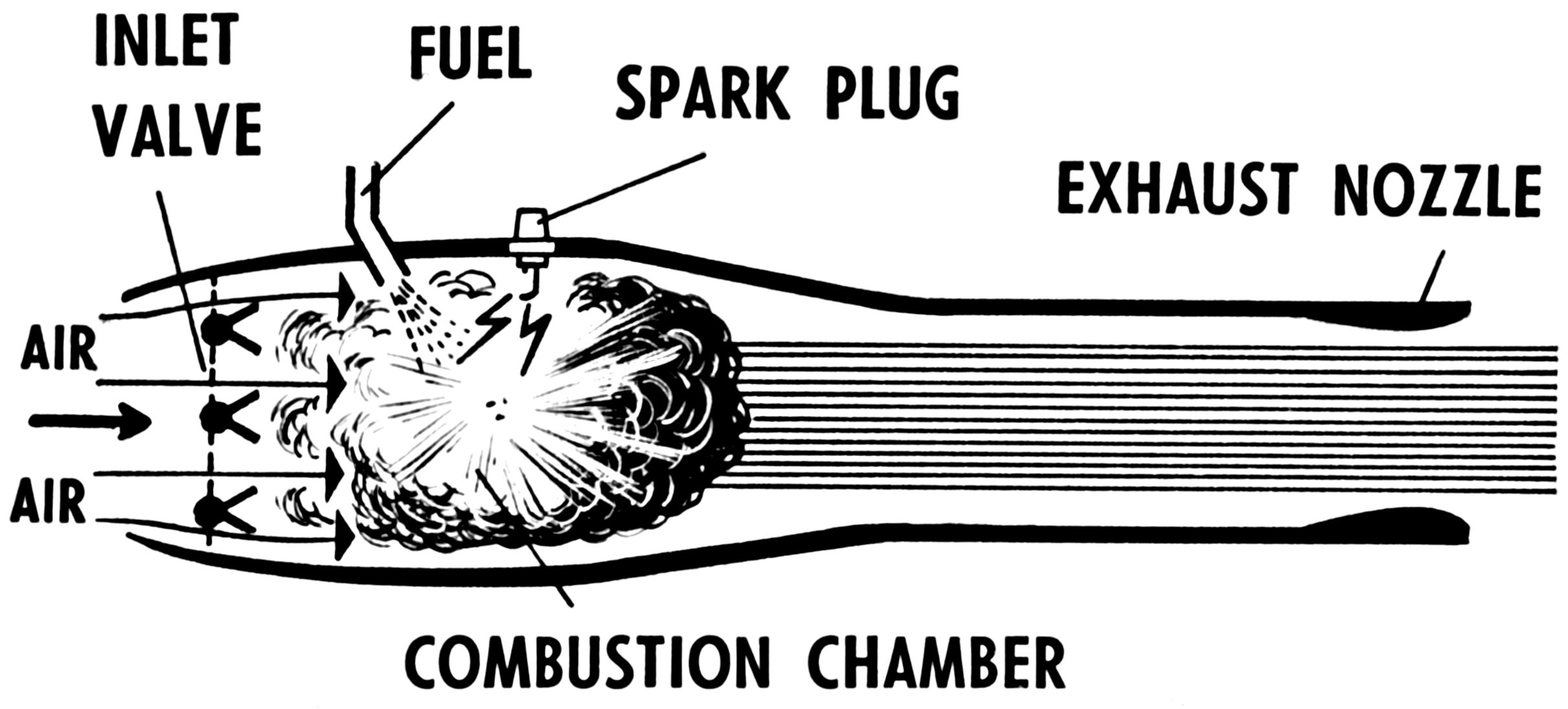
Pulsejet diagram.

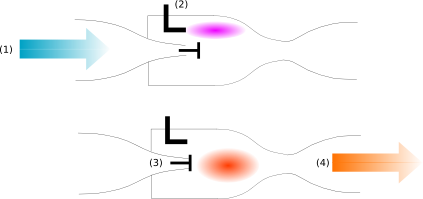
Esquema de funcionament d'un pulsoreactor.

El funcionament depèn d'un flux d'aire (1) que entra a través de les vàlvules situades a la part frontal del reactor on es barreja amb el combustible (2) que surt d'un conjunt d'injectors en el sistema de vàlvules. Una bugia fa explotar la barreja (3), i la força de l'explosió accelera els gasos en ambdues direccion. Aleshores les vàlvules d'admissió d'aire es tanquein i així obliguen el gas a sortir forçosament pel tub de sortida (4), produint l'empenta. Després crea un buit que fa que les vàlvules d'admissió tornin a obrir-se per tornar a repetir l'operació.
Un cop iniciada la ignició part de l'energia de l'explosió es transforma en calor que escalfa el cos del reactor. Això facilita llavors la tasca de la ignició pulsàtil fent innecessari després haver d'utilitzar la bugia com a font d'ignició, això fa que el reactor tingui un funcionament autosostingut sense la intervenció de cap mecanisme d'ignició extern després de l'encesa. El major inconvenient d'aquest sistema és principalment la vida útil de les vàlvules d'admissió, ja que en ser simples tires d'acer flexible aguanten durant poc temps les tensions i les temperatures a les quals el reactor les sotmet. En molt pocs minuts comencen a patir fatiga estructural, i a desintegrar-se o fondre. És un sistema molt delicat i de vida efímera, encara que molt barat de construir en comparació amb altres tipus de reactors.

## Reactors sense vàlvules

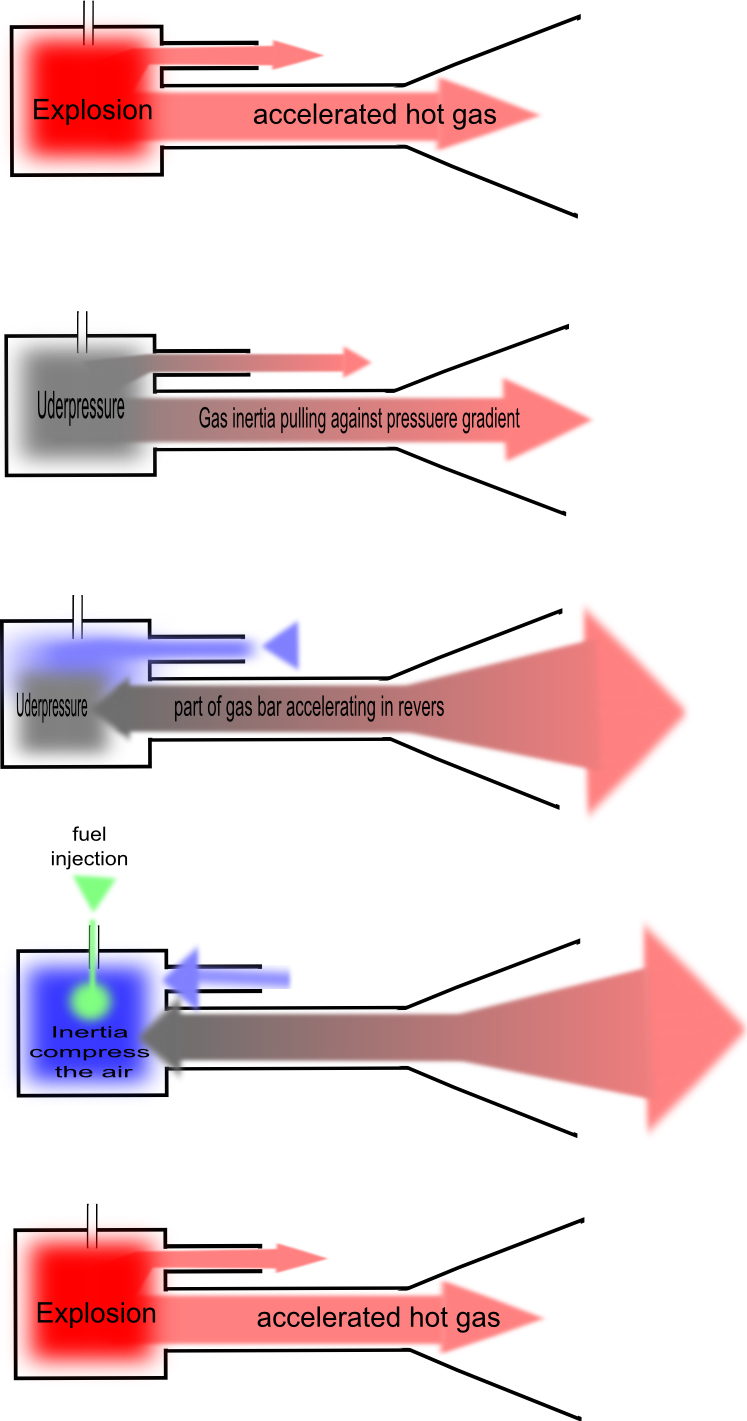
Funcionament d'un pulsoreactor sense vàlvules.

Aquests pulsoreactors són el màxim exponent de l'evolució del pulsoreactor. Els primers models van aparèixer passada la Segona Guerra Mundial. Les nacions aliades van començar a investigar el potencial d'aquests reactors, i van desenvolupar pulsoreactores sense vàlvules per poder allargar-ne la vida útil i així poder aprofitar les possibilitats que podien oferir-los, encara que l'arribada del turborreactor va ofegar aquesta tecnologia .
Hi ha multitud de models, però el més eficient i el més conegut és el denominat Lockwood Hiller que unia en el disseny la senzillesa i una magnífica relació pes/empenta i aquests reactors són de gran fiabilitat com que no tenen cap peça mòbil. A més a més, comparativament parlant, són reactors més segurs que els predecessors amb vàlvules. És poc probable que pateixin danys per ingestió de partícules sòlides o fluids.
El funcionament d'aquests reactors a grans trets és similar, només que en no tenir sensibles jocs de vàlvules, aquestes han estat substituïdes per un mètode de retorn de gasos calents. L'explicació és la següent:
- El pulsoreactor Lockwood Hiller és en realitat una canonada doblegada amb forma de U en la part central d'un dels dos costats hi ha una inflor visible que és on es troba la cambra de combustió, on s'allotgen l'injector de combustible i la bugia d'encesa.
- El procés d'encesa comença quan des de la tovera del costat de la U on està situada la cambra de combustió s'injecta un corrent d'aire que ha d'iniciar el correcte cicle de combustió.
- Tot seguit s'inicia la injecció del combustible i es procedeix a cremar mitjançant la bugia d'encesa. En aquest moment es produeix una explosió que fa que l'aire dins del reactor comenci a expandir-se ràpidament per tota la U produint així l'empenta del reactor, però el recorregut de l'aire en les dues direccions és desigual en distàncies el que provoca que en un moment concret, l'explosió dona lloc a un buit que fa que part dels gasos calents que han hagut de travessar el camí més llarg per l'arc de la U, retornin a la cambra de combustió, mentre el costat de la cambra de combustió absorbeix aire fresc de l'exterior, obtenint així el retorn d'una part del gas calent de l'explosió inicial, fet provoca la següent explosió a la cambra de combustió, i així d'aquesta manera la combustió es converteix en auto-sostinguda sense necessitat de cap vàlvula, ni de guspires a la bugia.[10][11]

## Avantatges i desavantatges
Els pulsoreactors d'avui no tenen gairebé cap funció destacable en el món aeronàutic i han quedat relegats al lloc de hobby domèstic, fabricats manualment per a aplicacions d'aeromodelisme o com a curiositat científica.
Els pulsoreactors tenen característiques que els fan mereixedors de cert respecte davant d'altres tipus de reactors: de construcció molt senzilla, no requereixen grans equips ni tampoc materials especials. Els models sense vàlvules poden desenvolupar potències grosses per un preu molt econòmic. Un pulsoreactor pot cremar gairebé qualsevol mena de combustible (derivats del petroli, gasos, alcohols, etc.). També són molt fàcils de reparar i es poden fabricar en molt poc temps.
No obstant això també presenten greus inconvenients:
- Consum elevat - incapacitat d'assolir cotes supersòniques.[12]
- Grans dimensions - no s'hi poden implementar post-cremadors.
- Escàs marge d'acceleració com que funciona per ressonància. Si s'intenta variar el funcionament fora de l'escàs marge de freqüències d'explosió que té el reactor, es pot parar sobtadament, tornar-se ineficient i deixar de donar impuls correctament.